# Orthotrichaceae
Orthotrichaceae er en familie af bladmosser med i alt cirka 19 slægter, hvoraf tre findes i Danmark.
Medlemmerne af denne familie er akrokarpe mosser, der danner puder eller tuer både på jord, sten og bark.

## Rødlistede arter
- Orthotrichum scanicum[1]

## Note
1. ↑  IUCNs rødliste over planter

| Danske slægter |

- Orthotrichum
- Ulota
- Zygodon